# Орсой

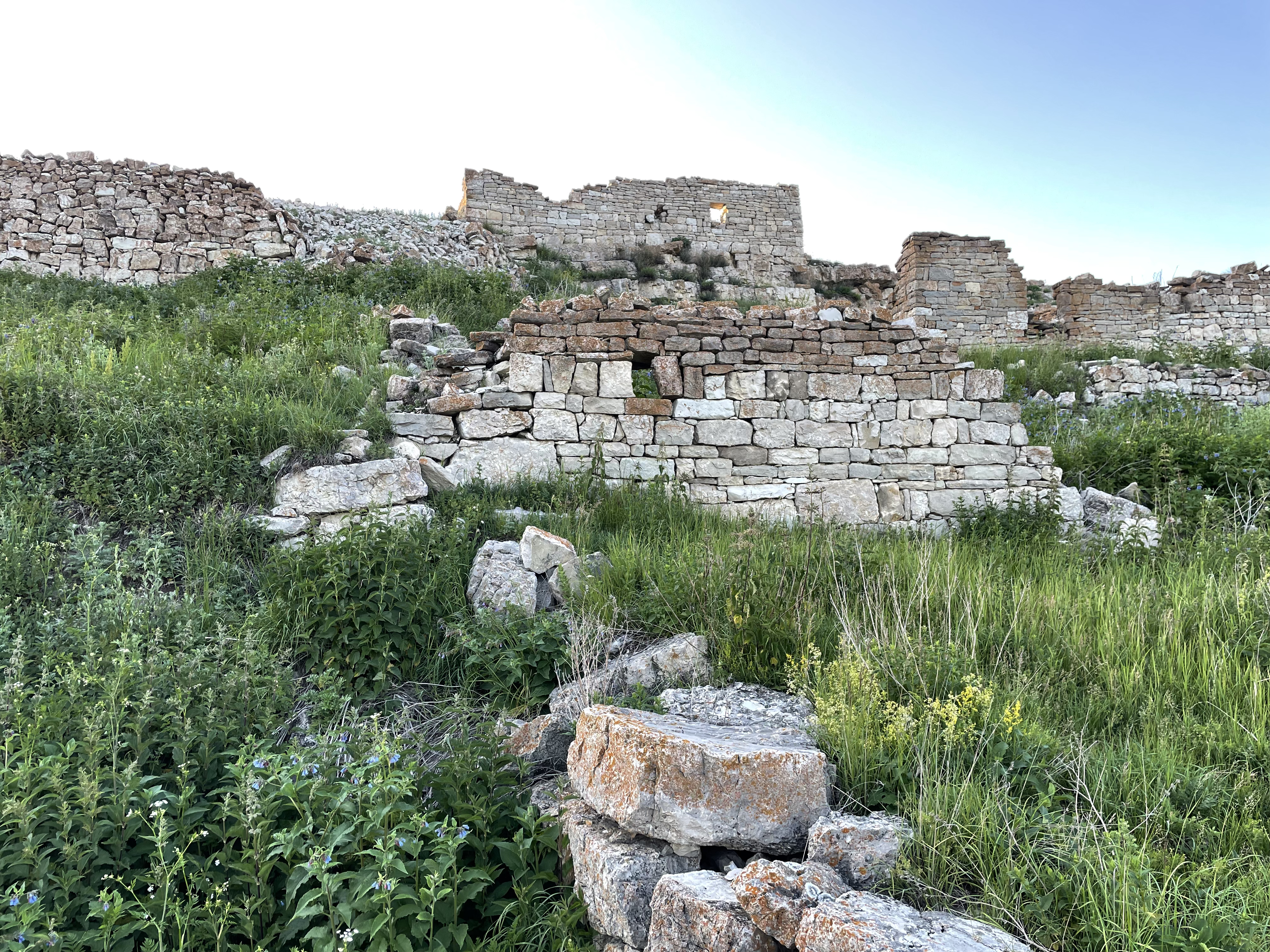
Орсой. Сторожевая башня

Орсой(Арсой), Са́да-О́рсой (чечен. О́рсой, ед.ч. — о́рсо, также чечен. У́рсой) — общество-тайп, входящее в состав чеченского территориального общества Чеберлой.

## Название
Этноним Орсой состоит из корня — оpc/арс («лесистая гора»), суффикса — о и окончания множественного числа — й.

## Общие сведения
История происхождения и формирования тайпа на сегодняшний день мало изучена. Исследователь Сулейманов считал тайп Орсой (Арсой) родственным тайпу Садой, поскольку существует слитное понятие для обоих обществ: сада-орсой.

## Расселение
В наши дни представители тайпа расселены в следующих населённых пунктах: Алхан-Кала, Грозный, Гудермес, Закан-Юрт, Саади-Котар, Самашки, Левобережное, Аки-юрт и др.